# Japan Record Award
I Japan Record Awards (日本レコード大賞?, Nihon rekōdo taishō) sono i più importanti premi musicali del Giappone, paragonabili per blasone ai Grammy Awards americani. Vengono organizzati ogni anno dalla Japan Composer's Association, venendo trasmessi solitamente nel mese di dicembre (attualmente vanno in onda il 30 dicembre) sull'emittente televisiva nipponica TBS alle ore 18:30 giapponesi e presentati da vari conduttori.
Gli Exile sono gli artisti con il numero maggiore di premi vinti, avendo ottenuto quattro trionfi, seguiti da Ayumi Hamasaki con tre.

## Categorie
I Japan Record Awards hanno lo scopo principale di premiare la migliore canzone dell'anno in Giappone, ma esistono anche varie categorie che assegnano premi minori ad artisti, compositori e produttori.

### Attuali
- Japan Record Award: vengono premiati artista, compositore, produttore e chiunque abbia collaborato alla produzione del brano musicale che si è distinto durante l'anno a livello artistico, per originalità, e successo commerciale.
- Best Vocal Performance: viene premiato il miglior cantante dell'anno.
- New Artist: vengono premiati automaticamente i quattro artisti nominati nella categoria Best New Artist.
- Best New Artist: viene premiato il migliore artista emergente dell'anno.
- Versification Award, Arranger Award, Composition Award: premi assegnati al migliore autori di testi, al miglior arrangiatore e al miglior produttore dell'anno.
- Lifetime Achievement Award: premio alla carriera all'artista che si è distinto per aver dato un grande contributo alla musica giapponese.
- Planning Award: premio assegnato a colui che ha contribuito in modo significativo e ingegnoso alla produzione di un progetto (il Music Video Award è incluso in questa categoria).
- Special Award: premi generici assegnati a coloro che hanno contribuito in modo significativo a musica e composizione di un brano.
- Composers Association of Japan Award: premio assegnato a un artista che ha fatto intravedere notevoli capacità in vista del futuro durante l'anno.
- Outstanding Album Award: premio assegnato all'album che si è distinto per una particolare originalità artistica durante l'anno.
- Best Album Award: premio assegnato al miglior album discografico dell'anno.

### Abolite
- Nursery Rhyme Award: premio che veniva assegnato alla miglior canzone per bambini o theme song di un anime.
- Singing Award: premio che veniva assegnato al miglior cantante, giudicato da un punto di vista prettamente canoro, ad esempio capacità vocali, intonazione e tecnica vocale.
- Masses Award: premio che veniva assegnato all'artista e al brano che godeva del pieno supporto della massa.
- Golden Idol: premio che veniva assegnato all'artista che si distingueva nel suo secondo anno di attività.
- Long-selling Award: ora sostituito con una speciale medaglia, era un premio che veniva assegnato all'artista che otteneva numerosi successi commerciali consecutivi durante l'anno.

## Lista vincitori per anno

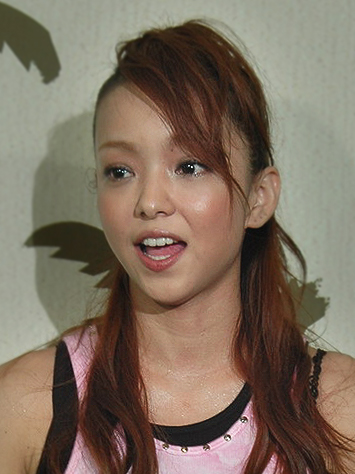
Namie Amuro, vincitrice delle edizioni 1996 e 1997

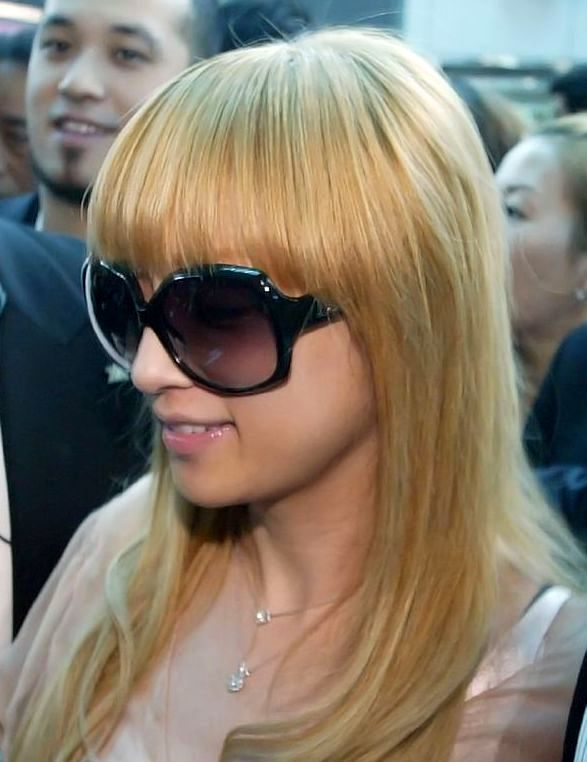
Ayumi Hamasaki, vincitrice di tre Japan Record Award consecutivi tra il 2001 e il 2003

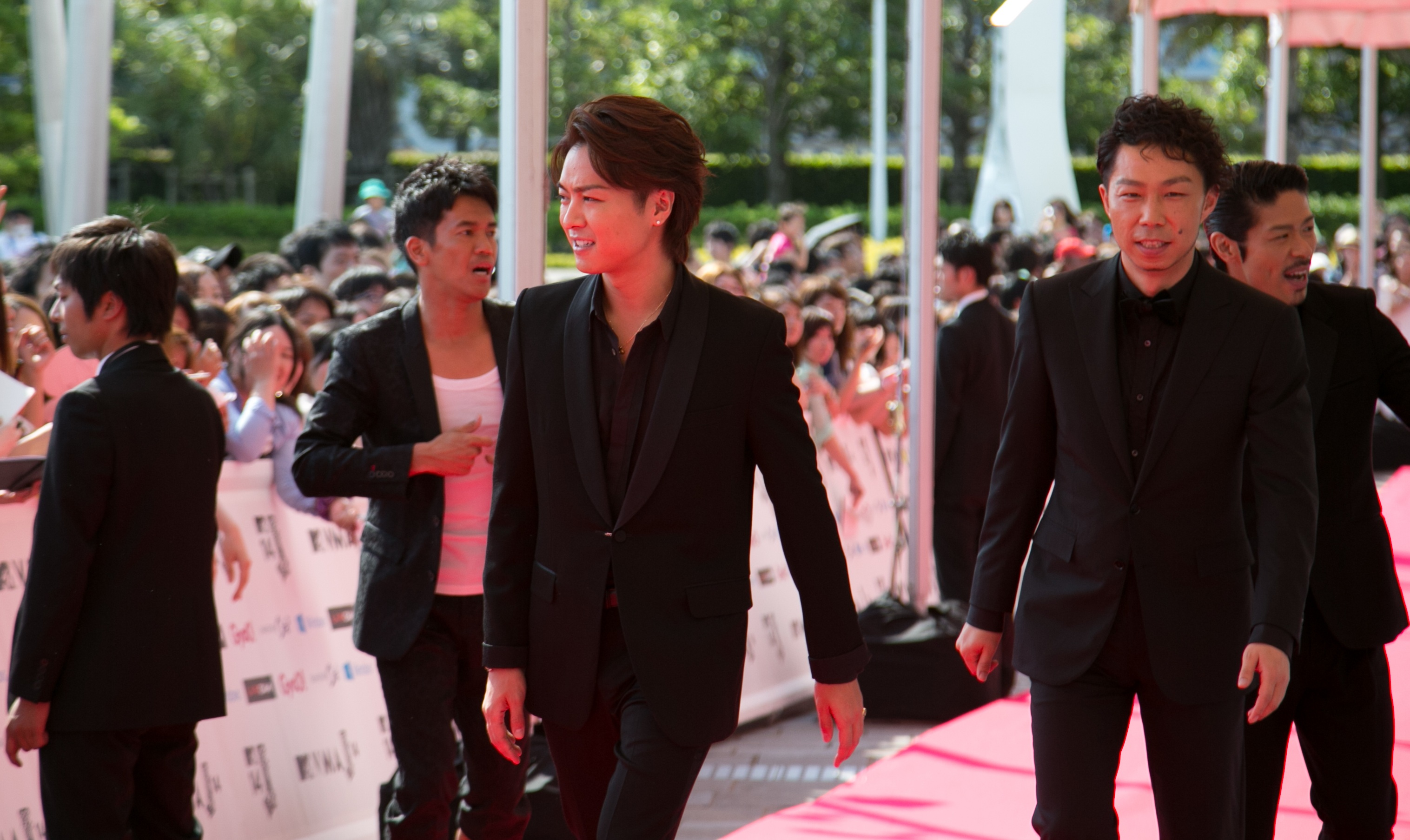
Gli Exile, vincitori di quattro Japan Record Award

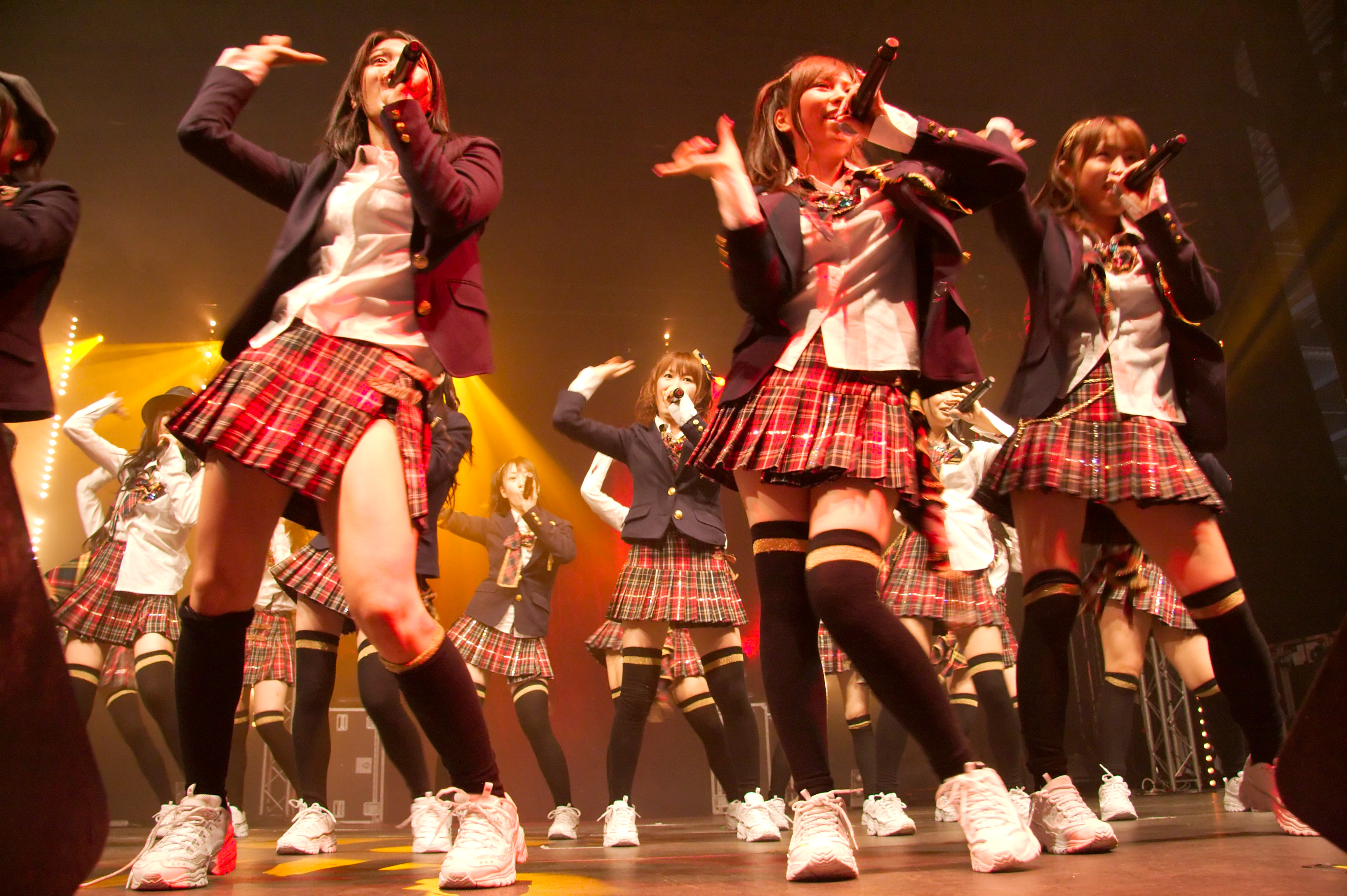
Il gruppo idol delle AKB48, vincitrici della 53ª e della 54ª edizione

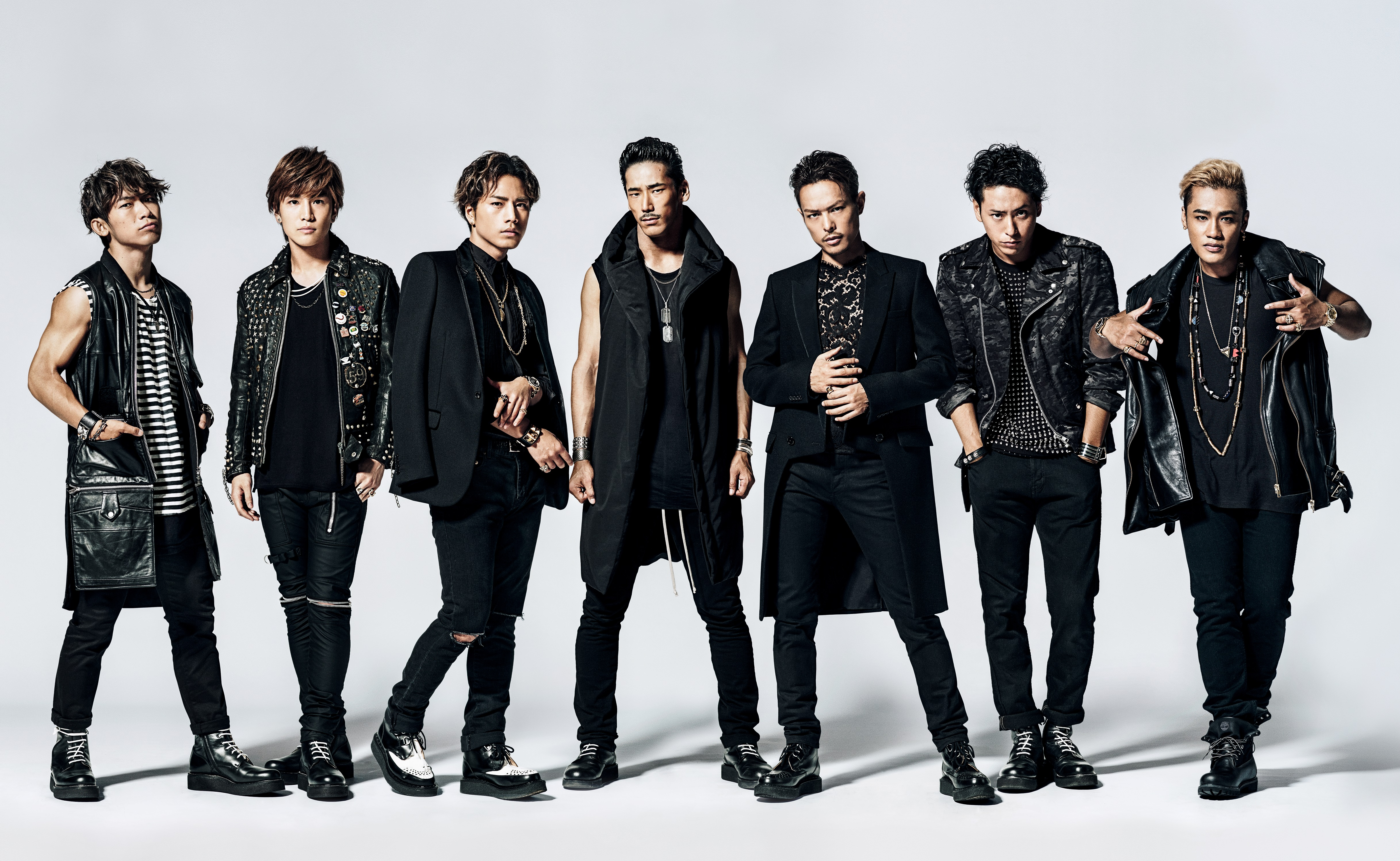
I Sandaime J Soul Brothers, premiati per due anni consecutivi tra il 2014 e il 2015

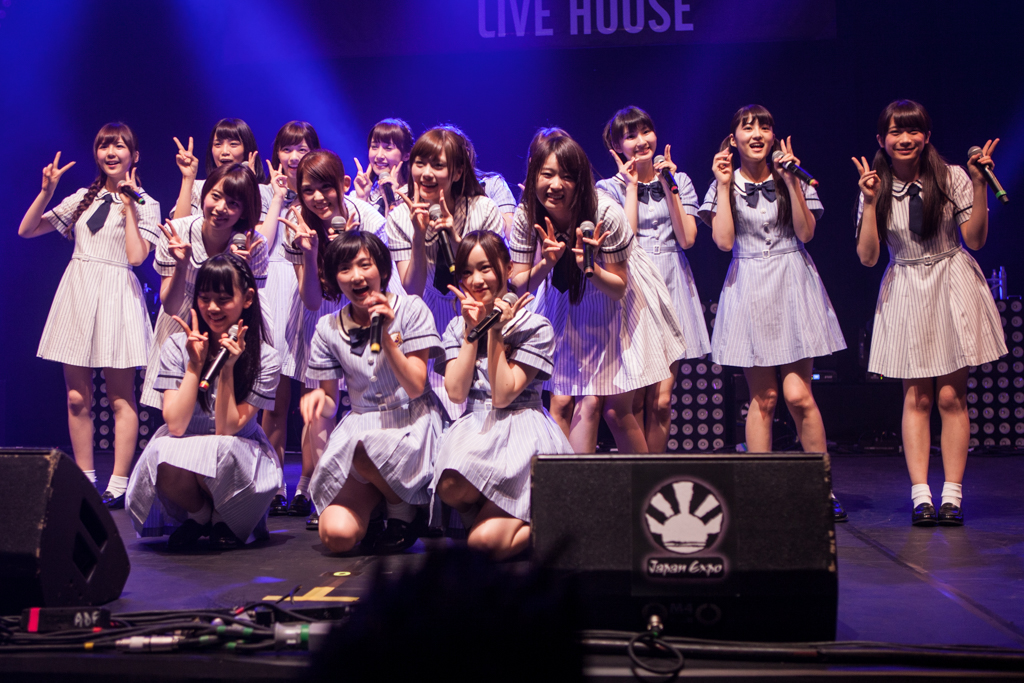
Le Nogizaka46, vincitrici delle edizioni 2017 e 2018

| Edizione | Anno | Anno | Brano                                   | Etichetta                      | Artista                                    |
| -------- | ---- | ---- | --------------------------------------- | ------------------------------ | ------------------------------------------ |
| 1        | 1959 | 1959 | Kuroi hanabira                          | Toshiba Music                  | Hiroshi Mizuhara                           |
| 2        | 1960 | 1960 | Dare yori mo kimi o aisu                | JVC Victor                     | Kazuko Matsuo Hiroshi Wada and Mahinastars |
| 3        | 1961 | 1961 | Kimi koishi                             | JVC Victor                     | Frank Nagai                                |
| 4        | 1962 | 1962 | Itsu demo yume o                        | JVC Victor                     | Yukio Hashi Sayuri Yoshinaga               |
| 5        | 1963 | 1963 | Konnichiwa Aka-chan                     | King Records                   | Michiyo Azusa                              |
| 6        | 1964 | 1964 | Ai to shi o mitsumete                   | Nippon Columbia                | Kazuko Aoyama                              |
| 7        | 1965 | 1965 | Yawara                                  | Nippon Columbia                | Hibari Misora                              |
| 8        | 1966 | 1966 | Muhyō                                   | JVC Victor                     | Yukio Hashi                                |
| 9        | 1967 | 1967 | Blu Chateau                             | Nippon Columbia                | Jackey Yoshikawa and Blue Comets           |
| 10       | 1968 | 1968 | Tenshi no yūwaku                        | Toshiba Music                  | Jun Mayuzumi                               |
| 11       | 1969 | 1969 | Ii ja nai no shiawase naraba            | JVC Victor                     | Naomi Sagara                               |
| 12       | 1970 | 1970 | Kyō de owakare                          | Polydor                        | Yoichi Sugawara                            |
| 13       | 1971 | 1971 | Mata au hi made                         | Phonogram                      | Kiyohiko Ozaki                             |
| 14       | 1972 | 1972 | Kassai                                  | Nippon Columbia                | Chiaki Naomi                               |
| 15       | 1973 | 1973 | Yozora                                  | Tokuma Music                   | Hiroshi Itsuki                             |
| 16       | 1974 | 1974 | Erimo-misaki                            | Victor Music                   | Shinichi Mori                              |
| 17       | 1975 | 1975 | Cyclamen no Kahori                      | King Records                   | Akira Fuse                                 |
| 18       | 1976 | 1976 | Kita no yado kara                       | Nippon Columbia                | Harumi Miyako                              |
| 19       | 1977 | 1977 | Katte ni shiyagare                      | Polydor                        | Kenji Sawada                               |
| 20       | 1978 | 1978 | UFO                                     | Victor Music                   | Pink Lady                                  |
| 21       | 1979 | 1979 | Miserarete                              | CBS Sony                       | Judy Ongg                                  |
| 22       | 1980 | 1980 | Ame no bojō                             | Teichiku                       | Aki Yashiro                                |
| 23       | 1981 | 1981 | Rubī no yubi wa                         | Toshiba EMI                    | Akira Terao                                |
| 24       | 1982 | 1982 | Kita sakaba                             | Nippon Columbia                | Takashi Hosokawa                           |
| 25       | 1983 | 1983 | Yagiri no watashi                       | Nippon Columbia                | Takashi Hosokawa                           |
| 26       | 1984 | 1984 | Nagaragawaenka                          | Tokuma Japan                   | Hiroshi Itsuki                             |
| 27       | 1985 | 1985 | Mi Amore                                | Warner Pioneer                 | Akina Nakamori                             |
| 28       | 1986 | 1986 | Desire                                  | Warner Pioneer                 | Akina Nakamori                             |
| 29       | 1987 | 1987 | Orokamono                               | CBS Sony                       | Masahiko Kondo                             |
| 30       | 1988 | 1988 | Paradise Ginga                          | Pony Canyon                    | Hikaru Genji                               |
| 31       | 1989 | 1989 | Samishii nettaigyo                      | Polystar                       | Wink                                       |
| 32       | 1990 | Enka | Koi uta tsudzuri                        | Polystar                       | Takao Horiuchi                             |
| 32       | 1990 | Pop  | Odoru pompokolin                        | BMG Japan                      | B.B.Queens                                 |
| 33       | 1991 | Enka | Kita no daichi                          | Nippon Crown                   | Saburo Kitajima                            |
| 33       | 1991 | Pop  | Ai wa katsu                             | Polydor                        | Kan                                        |
| 34       | 1992 | Enka | Shiroi kaikyō                           | King Records                   | Miyako Otsuki                              |
| 34       | 1992 | Pop  | Kimi ga iru dake de                     | Sony Music Japan               | Kome Kome Club                             |
| 35       | 1993 | 1993 | Mugon-zaka                              | Polydor Records                | Kaori Kozai                                |
| 36       | 1994 | 1994 | Innocent World                          | Toy's Factory                  | Mr. Children                               |
| 37       | 1995 | 1995 | Overnight Sensation                     | Avex                           | TRF                                        |
| 38       | 1996 | 1996 | Don't Wanna Cry                         | Avex                           | Namie Amuro                                |
| 39       | 1997 | 1997 | Can You Celebrate?                      | Avex                           | Namie Amuro                                |
| 40       | 1998 | 1998 | Wanna Be a Dreammaker                   | Avex                           | Globe                                      |
| 41       | 1999 | 1999 | Winter, Again                           | Unlimited Records              | Glay                                       |
| 42       | 2000 | 2000 | Tsunami                                 | Victor Entertainment           | Southern All Stars                         |
| 43       | 2001 | 2001 | Dearest                                 | Avex                           | Ayumi Hamasaki                             |
| 44       | 2002 | 2002 | Voyage                                  | Avex                           | Ayumi Hamasaki                             |
| 45       | 2003 | 2003 | No Way to Say                           | Avex                           | Ayumi Hamasaki                             |
| 46       | 2004 | 2004 | Sign                                    | Toy's Factory                  | Mr. Children                               |
| 47       | 2005 | 2005 | Butterfly                               | Rhythm Zone (Avex)             | Koda Kumi                                  |
| 48       | 2006 | 2006 | Ikken                                   | Columbia Music Entertainment   | Kiyoshi Hikawa                             |
| 49       | 2007 | 2007 | Tsubomi                                 | Warner Music Japan             | Kobukuro                                   |
| 50       | 2008 | 2008 | Ti amo                                  | Rhythm Zone (Avex)             | Exile                                      |
| 51       | 2009 | 2009 | Someday                                 | Rhythm Zone (Avex)             | Exile                                      |
| 52       | 2010 | 2010 | I Wish For You                          | Rhythm Zone (Avex)             | Exile                                      |
| 53       | 2011 | 2011 | Flying Get                              | You! Be Cool! (King Records)   | AKB48                                      |
| 54       | 2012 | 2012 | Manatsu no Sounds Good!                 | You! Be Cool! (King Records)   | AKB48                                      |
| 55       | 2013 | 2013 | Exile Pride: kon'na sekai o aisuru tame | Rhythm Zone (Avex)             | Exile                                      |
| 56       | 2014 | 2014 | R.Y.U.S.E.I                             | Rhythm Zone (Avex)             | Sandaime J Soul Brothers                   |
| 57       | 2015 | 2015 | Unfair World                            | Rhythm Zone (Avex)             | Sandaime J Soul Brothers                   |
| 58       | 2016 | 2016 | Anata no suki na tokoro                 | Sony Music Japan               | Kana Nishino                               |
| 59       | 2017 | 2017 | Influencer                              | Sony Music Japan               | Nogizaka46                                 |
| 60       | 2018 | 2018 | Synchronicity                           | Sony Music Japan               | Nogizaka46                                 |
| 61       | 2019 | 2019 | Paprika                                 | Sony Music Japan               | Foorin                                     |
| 62       | 2020 | 2020 | 炎 (Homura)                             | Sacra Music - Sony Music Japan | LiSA                                       |
| 63       | 2021 | 2021 | Citrus                                  | Avex                           | Da-iCE                                     |
| 64       | 2022 | 2022 | Habit                                   | Universal                      | Sekai no Owari                             |
| 65       | 2023 | 2023 | Que Sera Sera                           | Universal                      | Mrs. Green Apple                           |

## Location

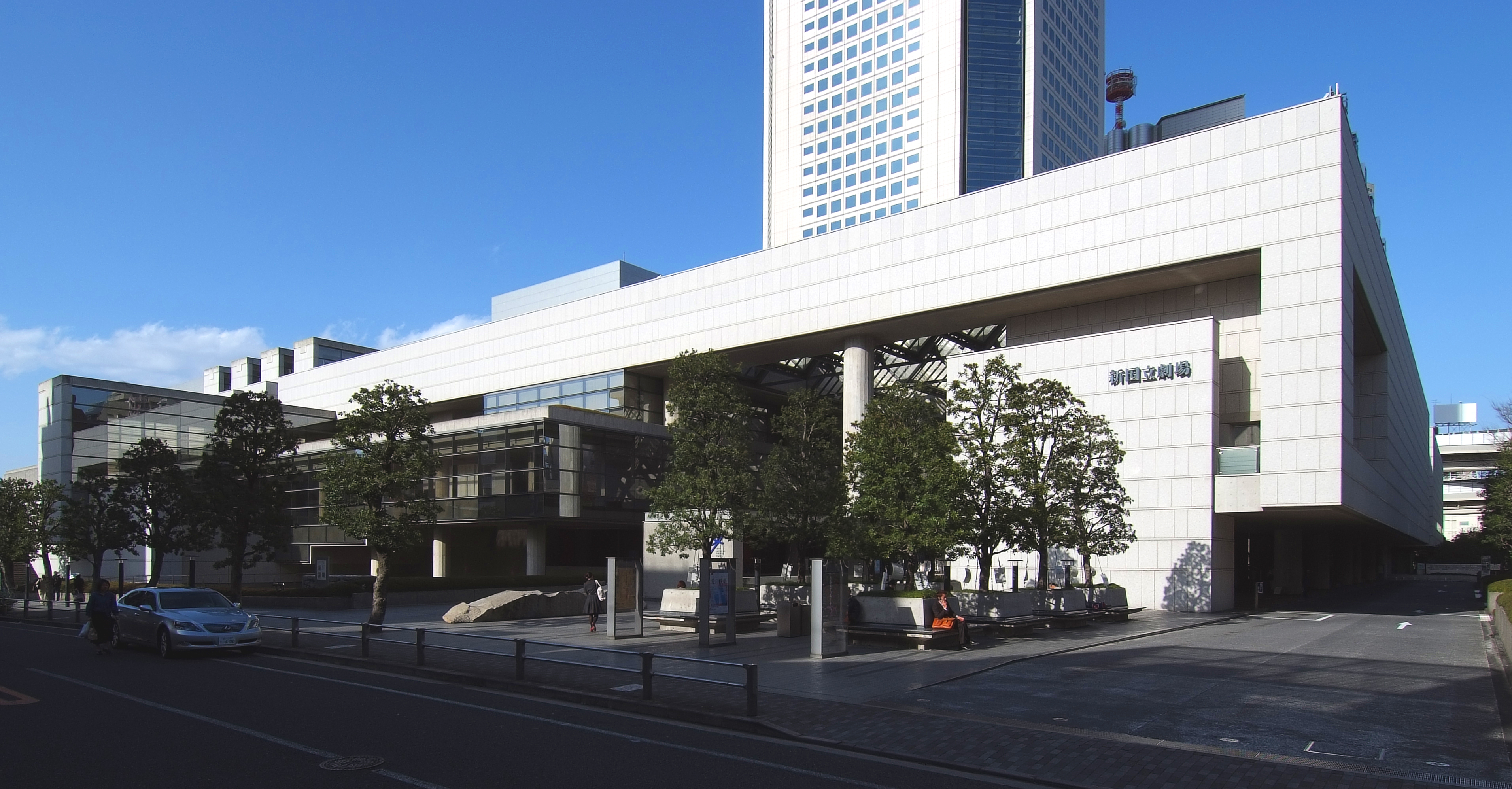
Dal 2004 i Japan Record Awards si tengono al New National Theatre di Tokyo.

- 1959-1961: Università femminile di Kyōritsu
- 1962-1964: Hibiya Kōkaidō
- 1965: Università femminile di Kyōritsu
- 1966: Hibiya Kōkaidō
- 1967-1968: Shibuya Public Hall
- 1969-1984: Imperial Garden Theatre
- 1985-1993: Nippon Budokan
- 1993-2003: TBS Broadcasting Center
- 2004-ad oggi: New National Theatre